# Runenstein von Mervalla

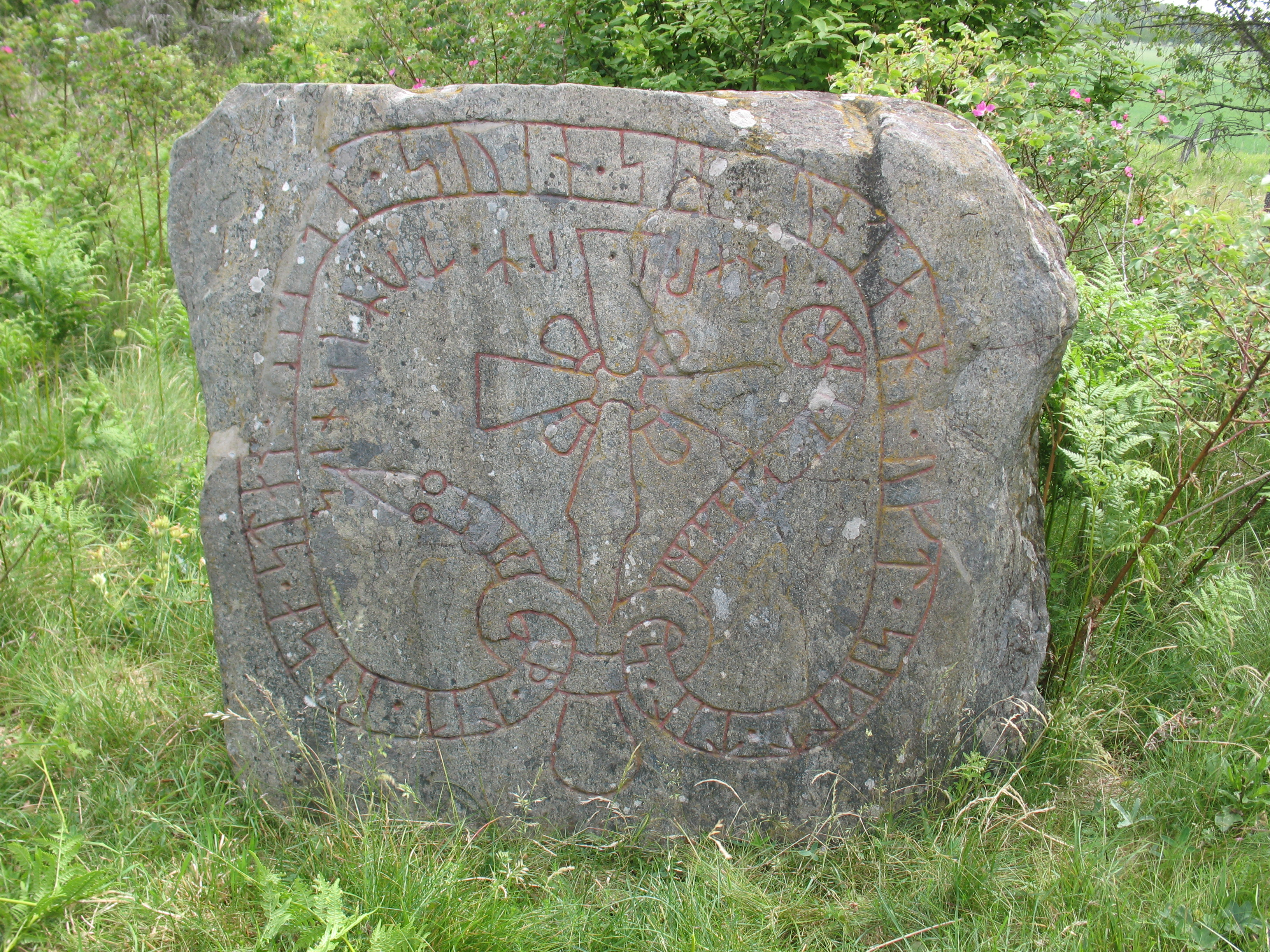
Der Runenstein von Mervalla

Der Runenstein von Mervalla (Sö 198) auf der Selaön (Insel) im Mälaren, im Kirchspiel Ytterselö, in Södermanland gehört zu den etwa 100 schwedischen Runensteinen mit „Ostfahrerinschriften“, darunter die so genannten Ostsee-Runensteine der Waräger. Der Text lautet im jüngeren Futhark:
siriþ· lit· resa· stan · (þin)a (· ) at· suen· sin· (b)unta· h(n)· uft· siklt· til· simkala· turu(m)·knari· um· tumisnis
„Sigrid errichtet diesen Stein für Sven, ihren Ehemann. Er segelte oft mit seiner kostbaren Knorr nach Zemgale, um Domesnes (herum)“.
Der Schlangenbandstein mit dem Irischen Koppel und dem christlichen Kreuz ist einfach, aber charakteristisch in der Ausführung. Das Interesse an dem Stein ist so groß, weil er sowohl Zemgale, eine Landschaft südlich von Riga am Unterlauf der Düna (lett. Daugava), als auch Domesnes (heute Kap Kolka lett. Kolkas rags), den nördlichsten Punkt der Halbinsel Kurland, erwähnt. Hier ist die Grenze zwischen der Ostsee und der Bucht von Riga.
Eine Kopie des Steines befindet sich im historischen Museum Lettlands (Latvijas Nacionālais Vēstures muzejs) in Riga.
In der Nähe liegt das Gräberfeld von Åsa.